# René Allio
René Alfred Marc Allio, född 8 mars 1924 i Marseille, Provence-Alpes-Côte d'Azur, död 16 februari 1995 i Paris, var en fransk manusförfattare, teater- och filmregissör.

## Filmografi i urval
- 1965 – Den skamlösa gamla damen (manus och regi)
- 1967 – L'une et l'autre (regi)
- 1969 – Pierre et Paul (regi)
- 1972 – Kamisarderna (regi)
- 1973 – Rude journée pour la reine (regi)
- 1991 – Transit (manus och regi)